# Sint-Gillis-Waas
Sint-Gillis-Waas (franceză Saint-Gilles-Waes) este o comună neerlandofonă situată în provincia Flandra de Est, regiunea Flandra din Belgia. La 1 ianuarie 2008 avea o populație totală de 18.387 locuitori. 

## Geografie
Comuna actuală Sint-Gillis-Waas a fost formată în urma unei reorganizări teritoriale în anul 1977, prin înglobarea într-o singură entitate a 4 comune învecinate. Suprafața totală a comunei este de 54,98 km². Comuna este subdivizată în secțiuni, ce corespund aproximativ cu fostele comune de dinainte de 1977. Acestea sunt:
| - I. Sint-Gillis-Waas - V. 't Kalf - VI. Hoogeinde - VII. Peisels en Verre - II. Sint-Pauwels - III. Meerdonk - VIII. Kemzeke - IV. De Klinge |

Localitățile limitrofe sunt:
| În Belgia: | În Olanda:      |
| - Comuna Beveren: - a. Kieldrecht - b. Verrebroek - c. Vrasene - Comuna Sint-Niklaas: - d. Nieuwkerken-Waas - e. Sint-Niklaas - f. Belsele - Comuna Stekene: - g. Kemzeke | - Comuna Hulst: |

## Localități înfrățite
- Portugalia: Águeda.